# Tau Cero
Tau Cero es una novela de ciencia ficción del escritor estadounidense Poul Anderson, publicada en 1970.
Esta novela es del subgénero de ciencia ficción dura; presenta de forma convincente los efectos de la dilatación temporal einsteniana en una misión interestelar.
Los temas tratados son variados, quizás el más notorio sea el de la voluntad de supervivencia del ser humano, y su deseo de encontrar un lugar en un universo descrito como extraño y hostil. La novela brinda también una introspección sobre los rituales instintivos y las costumbres en las sociedades humanas, viéndolos como puntos de referencia sobre los cuales los individuos se centran para no perder la cordura en situaciones inverosímiles.

## Resumen de la trama
La novela describe un mundo futuro, en el cual Suecia se ha convertido en la primera potencia mundial, y donde los primeros viajes interestelares han sido llevados a cabo. En esta novela no existen viajes más rápidos que la luz. La novela describe el viaje de una de las primeras misiones interestelares que, debido a un accidente termina realizando un periplo mucho más largo del que podían imaginar tanto en el espacio como en el tiempo.
El autor toma precauciones para darle verosimilitud a la Leonora Christine, el cual es un navío interestelar autosuficiente del tipo estatorreactor Bussard que tiene como misión llevar a 25 hombres y 25 mujeres hacia otra estrella, con la esperanza de formar allí una colonia. Debido a las características del viaje a velocidades próximas a la de la luz, los viajeros sentirán que el trayecto durará únicamente 5 años en lugar de 32, aunque en la Tierra habrán pasado efectivamente esos 32 años.
El reactor Bussard descrito en la novela se inspira en un verdadero concepto de cohete que, se piensa, usaría campos electromagnéticos para absorber y comprimir el hidrógeno presente en el espacio y provocar con él una fusión nuclear como fuente de impulso. En la novela se dice que tal mecanismo también proveería a la tripulación de protección contra las radiaciones mortales del espacio, que en principio resultan de la alta velocidad a la que viaja el navío.
El viaje empieza bien, pero al llegar a la mitad del camino, un fallo catastrófico daña el mecanismo de frenado de la Leonora Christine. Debido a su importante función como escudo antirradiaciones, el reactor Bussard no puede ser apagado; de lo contrario, la tripulación moriría en cuestión de minutos. De modo que el navío se encuentra bloqueado en perpetua aceleración. 
A falta de otra solución, descartado el suicidio, los tripulantes deciden lanzar el navío hacia una región fuera de la galaxia y libre de polvo cósmico, para poder así apagar el reactor y salir a efectuar las reparaciones necesarias para el frenado. Debido a la velocidad relativista a la que viajan, dicho viaje les parece realizable en unos cuantos meses a bordo de la nave, aunque visto desde fuera, el periplo les tomará decenas de miles de años y les desconectará para siempre de la humanidad y de todo lo que conocían.
Pero no encuentran una región satisfactoria, y cuanto más aceleran, más pequeño se torna lo que Anderson llama factor Tau relativista, resultando en que el tiempo pasa mucho más rápidamente fuera del navío que dentro de él, llegando un punto en el que los tripulantes cruzan galaxias enteras en lo que les parecen simples horas, aunque en el resto del cosmos pasen cientos de miles, o millones de años.
Conforme pasa el tiempo en el exterior cada vez más deprisa, los tripulantes se vuelve testigos en tiempo acelerado del envejecimiento y muerte del propio universo, que se enfría y contrae, hasta generar otro nuevo Big Bang que es observado por los tripulantes humanos de la Leonora Christine, mientras la nave escapa de la vorágine debido a su velocidad.
Al final, y gracias al gas abundante del nuevo universo la Leonora Christine y su tripulación lograrán frenar y llegar a un destino escogido por ellos mismos, pero después de incontables miles de millones de años de viaje en tiempo real (para los tripulantes el viaje duró únicamente 10 años), y sabiendo con toda certeza que la especie humana y la Tierra ya no existen.
| Predecesor                                    | Premios de Tau Cero                              | Sucesor                     |
| --------------------------------------------- | ------------------------------------------------ | --------------------------- |
| Las crónicas de McAndrew de Charles Sheffield | Premio Seiun a la mejor novela extranjera (1993) | Entoverse de James P. Hogan |

- Datos: Q1968531